# Dichroma equestrinaria
Dichroma equestrinaria là một loài bướm đêm trong họ Geometridae.